# Сети проводного радиовещания
Сеть проводно́го радиовеща́ния — сеть связи общего пользования, которая предназначена для оказания услуг проводного радиовещания и представляет собой совокупность узлов связи и линий связи, обеспечивающих доставку программ звукового вещания до пользовательского оборудования. Радиотрансляционная сеть — недопустимый термин, комплекс линейных сооружений тракта, обеспечивающий распределение программ от станции (или между станциями) до абонентских устройств: распределительная сеть проводного вещания.

## Радиофицирование помещений
Как правило, розетки проводного вещания устанавливаются в жилых и служебных помещениях.

## История
В 1899 году для императора Николая II для передачи оперы из Мариинского театра и Консерватории проложили линию в Зимний дворец. Линия состояла из двух двойных проводов на специальных столбиках.
Во времена существования СССР радиоточки служили, помимо прочего, средством массового оповещения ГО, а потому устанавливались повсеместно, включая нежилые помещения, служебные и общеобразовательные учреждения (магазины, конторы, школы, детские сады, институты, больницы, дома отдыха и проч.)
В настоящее время в российских городах в строящихся домах по типовым проектам продолжают присутствовать сети проводного вещания со схемой распределения радиоточек, принятой в СССР.

## Качественные показатели
Диапазон воспроизводимых частот:
- 50 — 10 000 Гц — для городов (1-я программа);
- 100 — 6 000 Гц — для сельской местности (также для 2-й и 3-й программ).

Неравномерность АЧХ не более 6 дБ
КНИ не более 6% на низшей частоте при номинальном напряжении в сети.
Отношение сигнал/шум: не хуже 50 дБ.
В качестве розетки для проводного вещания ранее использовалась специализированная розетка с надписью «Для радио». Однако габаритные характеристики разъёмов розетки практически не отличались от гнёзд розетки сети переменного тока 220 В, что позволяло многим абонентам ошибочно включать абонентские громкоговорители в сеть 220 В, что могло привести громкоговоритель к выходу из строя.
С середины 1980-х гг. у абонентского громкоговорителя стали применяться видоизменённые вилки (цилиндрические контакты были заменены на ножевые), в соответствии с этим изменилась и конструкция розеток (цилиндрические разъёмы заменены на цилиндрическо-ножевые, что сохраняло возможность подсоединения вилок старого типа в изменённые розетки).
Напряжения вещания были кратны и минимальным было 15В (а не 12). Далее кратно — 30, 60, 120, 240, 480 и 960 вольт. В Москве на распределительном фидере было принято напряжение 120В, а в магистральном — 480В. В Санкт-Петербурге — 240/960 вольт соответственно. В стояках домов после абонентских трансформаторов — соответственно 15 и 30 вольт.

## Принцип вещания
В трехканальных системах на территории бывшего СССР 1-я программа вещания передавалась как обычный низкочастотный сигнал, не требующий усиления. Такой сигнал могут воспроизводить как однопрограммные так и многопрограммные приемники.
Вторая и третья программы передавались посредством амплитудно-модулированных сигналов на частотах 78 КГц и 120 КГц. Для получения из них низкочастотной передачи необходимо наличие в приемнике полосовых фильтров и детектора с усилительным каскадом. Данная особенность не позволяет использовать трехпрограммный приемник без электричества. При отсутствии питания возможно воспроизведение лишь первой низкочастотной программы. 

## Проводное вещание сегодня
В 21 веке, точнее, в 2000—2010 годах, актуальность использования проводного радиовещания очень сильно снизилась по сравнению с 1930—1990 годами.
Причины: стационарное использование, невозможность приёма более трёх радиопрограмм, широкое распространение качественного УКВ-вещания, взимание платы.
Вторую жизнь РТС может дать использование цифрового радиовещания и предоставление комплекса услуг (Интернет, цифровое ТВ и др.)
Линии связи проводного вещания используются для трансляции сигналов региональной автоматизированной системы централизованного оповещения гражданской обороны (РАСЦО).